# Масин, Алексей Архипович
Алексей Архипович Масин — советский хозяйственный и государственный деятель, лауреат Государственной премии СССР за выдающиеся достижения в труде.

## Биография
Родился в 1928 году в деревне Согласовка. Член КПСС.
В 1944—1988 — колхозник, механизатор, военнослужащий Советской армии, механизатор, начальник цеха кормопроизводства совхоза «Вертуновский» Бековского района Пензенской области.
За увеличение производства продуктов животноводства на основе создания прочной кормовой базы и внедрения промышленной технологии был в составе коллектива удостоен Государственной премии СССР за выдающиеся достижения в труде 1978 года.
Делегат XXVI съезда КПСС.
Умер в 1998 году в Бековском районе Пензенской области.

## Награды
- Орден Ленина
- Орден Трудового Красного Знамени
- Орден Знак Почёта